# Ruan Roelofse
Ruan Roelofse (* 18. November 1989 in Kapstadt) ist ein südafrikanischer Tennisspieler.

## Karriere
Ruan Roelofse spielt hauptsächlich auf der ATP Challenger Tour und der ITF Future Tour. Er konnte bislang einen Einzel- und 18 Doppelsiege auf der Future Tour feiern. Auf der Challenger Tour gewann er das Doppelturnier von Burnie im Jahre 2013. Zum 7. November 2011 durchbrach er erstmals die Top 400 der Weltrangliste im Einzel und seine höchste Platzierung war ein 357. Rang im Februar 2012.
Ruan Roelofse spielt seit 2012 für die südafrikanische Davis-Cup-Mannschaft.

## Erfolge
| Legende (Anzahl der Siege)  |
| Grand Slam                  |
| ATP World Tour Finals       |
| ATP World Tour Masters 1000 |
| ATP World Tour 500          |
| ATP World Tour 250          |
| ATP Challenger Tour (6)     |

### Doppel

#### Turniersiege
| Nr. | Datum            | Turnier       | Belag     | Partner             | Finalgegner                           | Ergebnis         |
| --- | ---------------- | ------------- | --------- | ------------------- | ------------------------------------- | ---------------- |
| 1.  | 2. Februar 2013  | Burnie        | Hartplatz | John-Patrick Smith  | Brydan Klein Dane Propoggia           | 6:2, 6:2         |
| 2.  | 26. Juli 2015    | Binghamton    | Hartplatz | Dean O’Brien        | Daniel Nguyen Dennis Novikov          | 6:1, 7:60        |
| 3.  | 17. Juni 2017    | Lissabon      | Sand      | Christopher Rungkat | Frederico Gil Gonçalo Oliveira        | 7:67, 6:1        |
| 4.  | 12. Mai 2018     | Gimcheon      | Hartplatz | John-Patrick Smith  | Sanchai Ratiwatana Sonchat Ratiwatana | 6:2, 6:3         |
| 5.  | 20. Oktober 2019 | Las Vegas     | Hartplatz | Ruben Gonzales      | Nathan Pasha Max Schnur               | 2:6, 6:3, [10:8] |
| 6.  | 20. Februar 2021 | Potchefstroom | Hartplatz | Raven Klaasen       | Julien Cagnina Zdeněk Kolář           | 6:4, 6:4         |